# USS Franklin D. Roosevelt
Pour les autres navires du même nom, voir USS Franklin et USS Roosevelt.
L’USS Franklin D. Roosevelt (CVB/CVA/CV-42) est un porte-avions américain de la classe Midway achevé en 1945 et baptisé en l'honneur du président américain Franklin Delano Roosevelt.
Il a été modernisé à deux reprises, en 1957 et 1968. Retiré du service le 30 septembre 1977, il a été démoli entre mai 1978 et 1980.